# Dmitrij Vaľukevič
Dmitrij Valjoekevitsj (Wit-Russisch: Дзьмітры Валюкевіч) (Petrozavodsk, 31 mei 1981) is een Slowaakse hink-stap-springer en verspringer. Hij is geboren in Wit-Rusland, maar veranderde begin 2005 zijn nationaliteit in de Slowaakse. Hij nam tweemaal deel aan de Olympische Spelen, maar behaalde daarop geen medailles.

## Biografie
Zijn vader Gennadi Valjoekevitsj kwam uit voor Rusland en sprong in 1986 17,53 m bij het hink-stap-springen. Hij wordt getraind door de legendarische coach van Viktor Saneyev. Deze trainde ook zijn vader Gennadi, die in 1979 Russisch indoorkampioen werd.
Zijn eerste internationale toernooi waren de wereldkampioenschappen voor junioren in 2000, waar hij negende werd. Dmitrij Valjoekevitsj deed in 2004 mee aan de Olympische Spelen van Athene, maar kwam met 15,92 niet door de kwalificatieronde. In datzelfde jaar werd hij vierde met 17,22 op de wereldindoorkampioenschappen in Boedapest.
Op 25 juli 2007 sprong Valjoekevitsj met 17,35 (+1,3 m/s) de beste seizoensprestatie tot dan toe en tevens een Slowaaks record. Hij werd derde bij de Europacup wedstrijd met 16,97 achter Christian Olsson (goud) en Alexander Martínez (zilver). Op de wereldkampioenschappen in Osaka sneuvelde hij met 16,65 in de kwalificatieronde.
Een jaar later bereikte hij bij de WK indoor in Valencia de finale hink-stap-springen wel. In deze door Phillips Idowu met 17,75 gewonnen wedstrijd werd hij vijfde met zijn beste prestatie van het seizoen: 17,14. Later dat jaar overleefde Valjoekevitsj op de Olympische Spelen in Peking de kwalificatieronde echter weer niet, ook al lag zijn prestatie van 17,08 een heel stuk boven die van Athene, vier jaar ervoor.
In 2009 nam hij deel aan de WK in Berlijn. Hij slaagde erin om zich met een sprong van 16,96 te plaatsen voor de finale. Hierin werd hij met 16,54 twaalfde en laatste.
Dmitrij Valjoekevitsj traint regelmatig in Bratislava en is lid van Slavia UK Bratislava.

## Titels
- Slowaaks kampioen hink-stap-springen - 2005, 2006
- Slowaaks indoorkampioen verspringen - 2005
- Slowaaks indoorkampioen hink-stap-springen - 2005, 2006

## Persoonlijke records
Outdoor
| Onderdeel          | Prestatie           | Datum             | Plaats     |
| ------------------ | ------------------- | ----------------- | ---------- |
| verspringen        | 7,86 m              | 15 september 2005 | Bratislava |
| hink-stap-springen | 17,57 m             | 19 juli 2003      | Bydgoszcz  |
|                    | 17,46 m (nat. rec.) | 15 juni 2006      | Zjoekovski |

Indoor
| Onderdeel          | Prestatie           | Datum            | Plaats     |
| ------------------ | ------------------- | ---------------- | ---------- |
| verspringen        | 7,58 m              | 20 februari 2005 | Bratislava |
| hink-stap-springen | 17,31 m             | 29 februari 2004 | Samara     |
|                    | 17,19 m (nat. rec.) | 29 januari 2006  | Bratislava |

## Palmares

### hink-stap-springen
Kampioenschappen
- 2000: 9e WJK - 16,05 m
- 2004: 4e WK indoor - 17,22 m
- 2004: 15e in kwal. OS - 16,32 m
- 2006:  Europacup - 16,72 m
- 2007: 7e Wereldatletiekfinale - 16,63 m
- 2008: 5e WK indoor - 17,14 m
- 2008: 12e in kwal. OS 17,08 m
- 2008: 5e Wereldatletiekfinale - 16,54 m
- 2009: 12e WK - 16,54 m (16,96 m in kwal.)
- 2010: 7e WK indoor - 16,72 m
- 2010: 7e EK - 16,77 m

Golden League-podiumplekken
- 2003:  Weltklasse Zürich – 17,18 m